# Carlos González Rothwos
Carlos González Rothvoss (n. Burgos, 24 de marzo de 1865) fue un político y abogado español, gobernador civil de la provincia de Barcelona en dos ocasiones durante el reinado de Alfonso XIII.

## Biografía

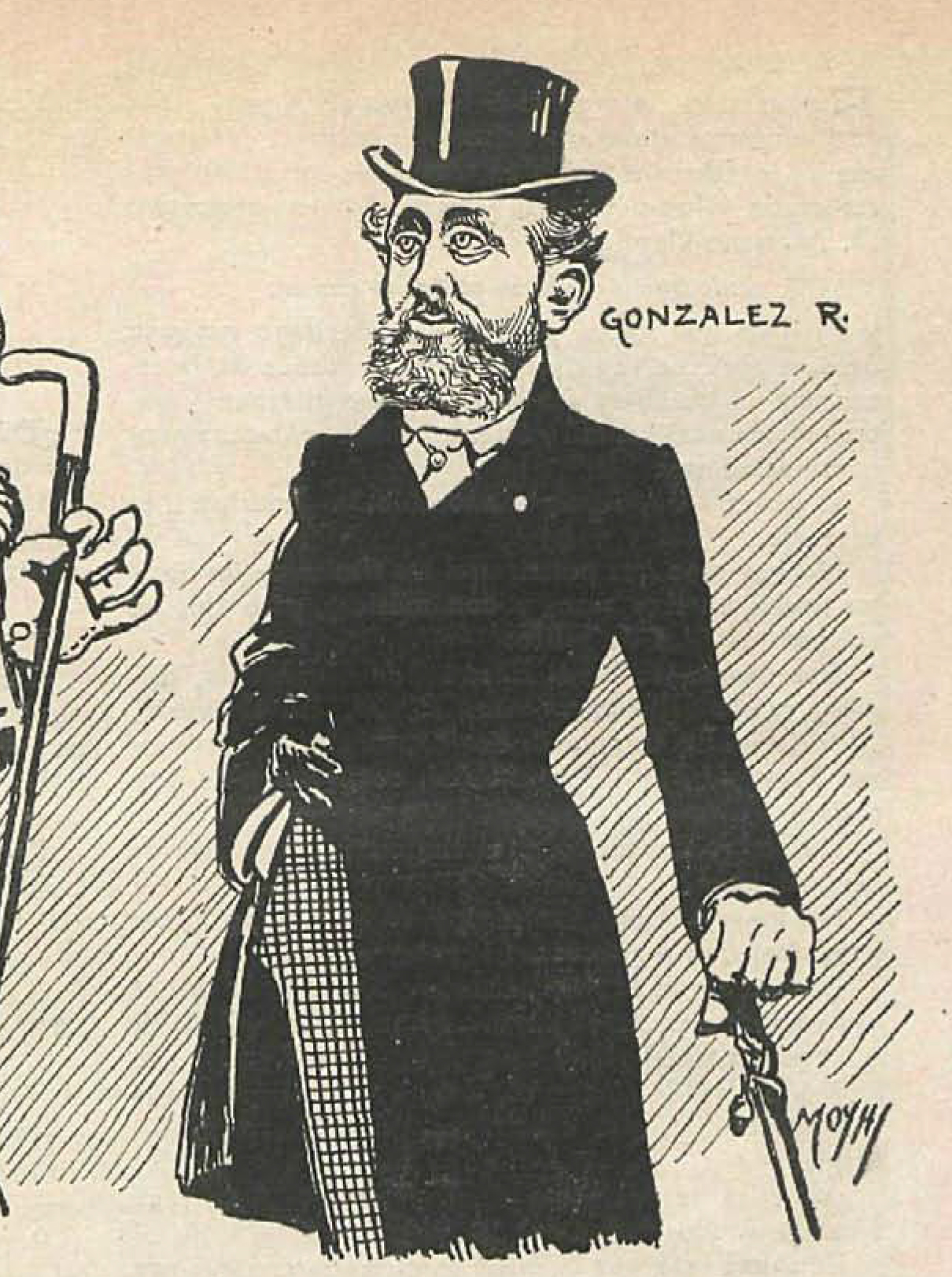
En Gedeón.

Nacido en Burgos el 24 de marzo de 1865, estudió en Madrid la carrera de Derecho, doctorándose posteriormente. Fue elegido diputado en las Cortes de la Restauración por el distrito de Santiago de Cuba en las elecciones de 1896 y por el de Salas de los Infantes en las elecciones de 1903, 1905 y 1907. Afín a Antonio Maura, ejerció de gobernador civil de la provincia de Barcelona entre abril de 1903 y julio de 1905. Tuvo que lidiar con la primera gran huelga de los constructores de calzado de Barcelona en el verano de 1903. Llevó a cabo durante su primer mandato una contundente actuación contra la violencia sindical, incluso después de un relativo apaciguamiento en 1904.
Nombrado en 1909 primer comisario general de Seguros, fue relevado en el cargo por Julio Burell Cuéllar.
Desempeñó el cargo de gobernador civil de Barcelona por segunda vez entre enero de 1918 y marzo de 1919. Durante su mandato apoyó al capitán general de Cataluña Joaquín Milans del Bosch en la aplicación de la ley marcial en Barcelona entre diciembre de 1918 y enero de 1919, y tuvo que lidiar con la huelga de La Canadiense, adoptando un rol intransigente a la hora de tratar con los huelguistas. Desacreditado como autoritario, fue reemplazado por Carlos Montañés. Fue miembro del primer patronato del Museo Municipal de Madrid (1927).